# Platyprepia guttata
Platyprepia guttata là một loài bướm đêm thuộc phân họ Arctiinae, họ Erebidae.